# Fontenois-la-Ville
Fontenois-la-Ville ist eine Gemeinde im französischen Département Haute-Saône in der Region Bourgogne-Franche-Comté.

## Geographie
Fontenois-la-Ville liegt auf einer Höhe von 291 m über dem Meeresspiegel, fünf Kilometer ostnordöstlich von Vauvillers und etwa 35 Kilometer nördlich der Stadt Vesoul (Luftlinie). Das Dorf erstreckt sich im äußersten Norden des Departements, in einer Mulde im Quellgebiet des Dorgeon, südlich des Tals des Côney, am Rand des Plateaus La Vôge.
Die Fläche des 12,19 km² großen Gemeindegebiets umfasst einen Abschnitt in der leicht gewellten Landschaft am Rand der Vôge. Der zentrale Teil des Gebietes wird von einer Hochfläche eingenommen, die durchschnittlich auf 300 m liegt und überwiegend landwirtschaftlich genutzt wird. Im Bereich von Fontenois-la-Ville entspringen der Dorgeon und die Superbe, welche ihr Wasser der Saône zuführen. Sie fließen durch breite Talmulden und werden an mehreren Orten zu Weihern aufgestaut. Der nördliche Gemeindeteil wird zum Côney entwässert. Besonders entlang der Gemeindegrenzen gibt es ausgedehnte Waldflächen: Grand Bois de la Vaivre im Westen, Bois Banal im Osten und Bois de Saint-Georges im Norden. Mit 333 m wird beim Gehöft Granges Jean Mourey die höchste Erhebung von Fontenois-la-Ville erreicht.
In geologisch-tektonischer Hinsicht besteht der südliche Teil des Gemeindegebietes aus Muschelkalk der mittleren Trias. Nördlich daran schließt eine Zone mit sandig-mergeligen und kalkigen Sedimenten an, die während der Lias (Unterjura) abgelagert wurden. Weiter im Norden tritt Buntsandstein der Untertrias zutage.
Nachbargemeinden von Fontenois-la-Ville sind Fontenoy-le-Château im Norden, Betoncourt-Saint-Pancras im Osten und Süden sowie Mailleroncourt-Saint-Pancras im Westen.

## Geschichte
Überreste aus gallorömischer Zeit weisen auf eine sehr frühe Besiedlung des Gebietes hin. Fontenois-la-Ville gehörte zu Lothringen, unterstand aber kirchlich der Diözese Besançon. Es gehörte dem Templerorden von La Villedieu-en-Fontenette. Erst im Jahr 1766 gelangte das Dorf an Frankreich.

## Sehenswürdigkeiten

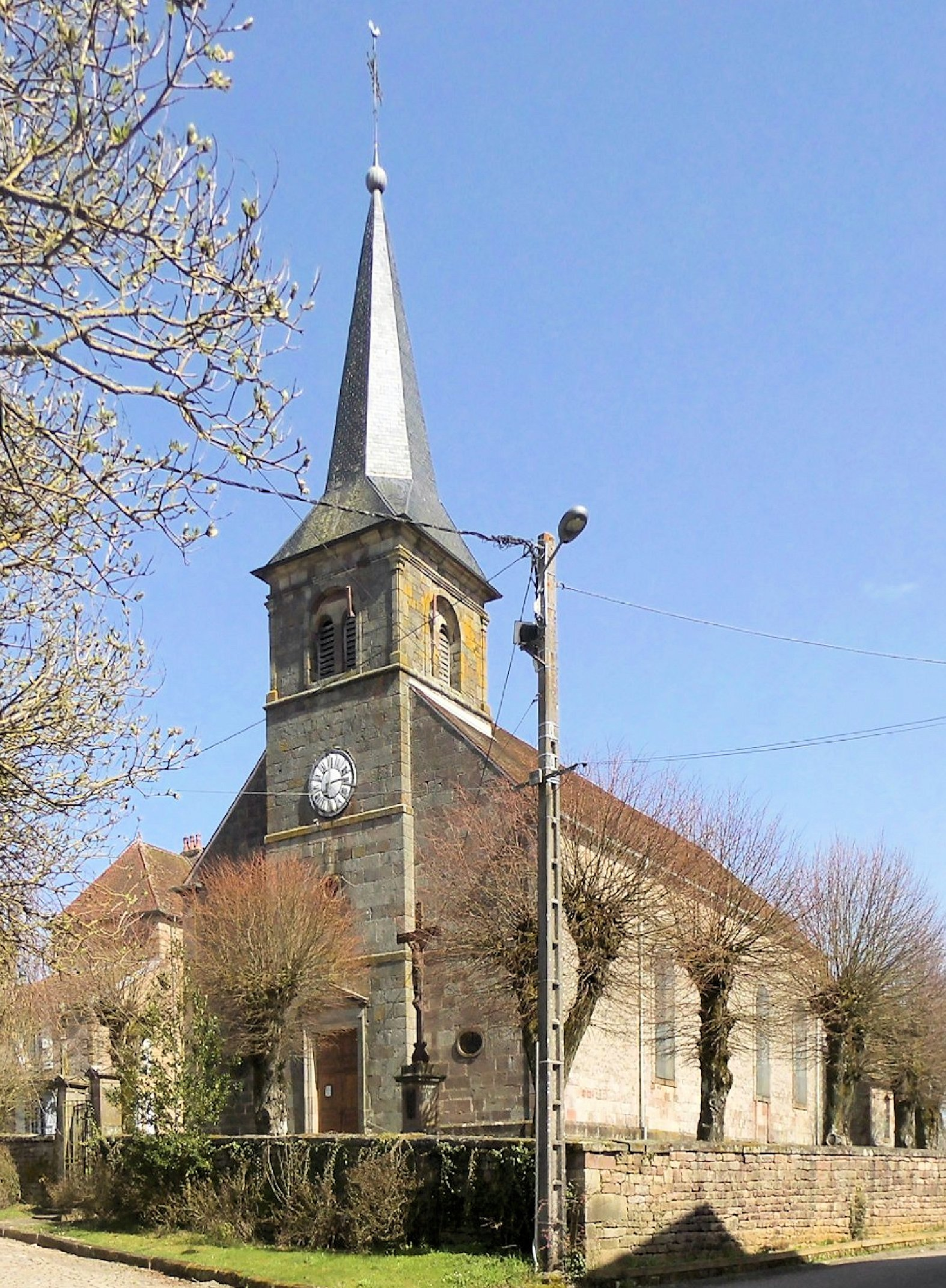
Kirche St. Bartholomäus

Die Kirche Saint-Barthélemy (St. Bartholomäus) wurde im 19. Jahrhundert neu erbaut; der Glockenturm stammt von 1723. Sie beherbergt einen Altar aus dem 18. Jahrhundert und ein Gemälde des Abendmahls aus dem 17. Jahrhundert. Vor der Kirche steht ein Calvaire aus dem 16. Jahrhundert, ein weiterer aus dem 17. Jahrhundert befindet sich an der Straße nach Mailleroncourt. Das Maison Daubié zeichnet sich durch eine Antonius-Statue (16. Jahrhundert) in einer Nische im Flamboyantstil aus. Nördlich des Ortes steht die Kapelle Saint-Georges.

## Bevölkerung
| Jahr                       | 1962 | 1968 | 1975 | 1982 | 1990 | 1999 | 2006 | 2017 |
| Einwohner                  | 165  | 155  | 141  | 151  | 179  | 172  | 155  | 135  |
| Quellen: Cassini und INSEE |      |      |      |      |      |      |      |      |

Mit 136 Einwohnern (1. Januar 2022) gehört Fontenois-la-Ville zu den kleinen Gemeinden des Départements Haute-Saône. Nachdem die Einwohnerzahl in der ersten Hälfte des 20. Jahrhunderts deutlich abgenommen hatte (1886 wurden noch 546 Personen gezählt), wurden seit Beginn der 1960er Jahre nur noch geringe Schwankungen verzeichnet.

## Wirtschaft und Infrastruktur
Fontenois-la-Ville war bis weit ins 20. Jahrhundert hinein ein vorwiegend durch die Landwirtschaft (Ackerbau, Weinbau und Viehzucht) und die Forstwirtschaft geprägtes Dorf. Heute gibt es einige Betriebe des lokalen Kleingewerbes. In den letzten Jahrzehnten hat sich das Dorf zu einer Wohngemeinde gewandelt. Viele Erwerbstätige sind deshalb Wegpendler, die in den größeren Ortschaften der Umgebung ihrer Arbeit nachgehen.

## Tourismus
In Fontenois-la-Ville gibt es einen Pferdehof, der mehrtägige Fahrten mit Pferdewagen anbietet. Die Pferdewagen sind wie Wohnwagen eingerichtet, so dass man darin übernachten kann. Die Fahrten führen auf drei verschiedenen Routen durch die Départements Haute-Saône und Vosges. 
Außerdem gibt es einen Campingplatz und ein daran angeschlossenes Freibad.
Die Ortschaft liegt abseits der größeren Durchgangsachsen an einer Departementsstraße, die von Mailleroncourt nach Bains-les-Bains führt. Weitere Straßenverbindungen bestehen mit Le Magny und Betoncourt-Saint-Pancras.